# Sentinela do Sul
Sentinela do Sul egy község (município) Brazíliában, Rio Grande do Sul államban. 2021-ben becsült népessége 5635 fő volt.

## Története
Története összefonódik Tapes történelmével, melytől 1992-ben függetlenedett. A területet 1817-ben osztották ki földadományként, és 1832-ben kezdett kialakulni Vila de Nossa Senhora das Dores település, a későbbi községközpont. A telepesek fő foglalatossága a mezőgazdaság volt. 1857-ben Dores de Camaquã néven független községgé alakult, majd 1929-ben átnevezték Tapesre. Sentinela do Sul 1992-ben vált ki Vasconcelosból, Tapes egyik kerületéből.
A Sentinela név jelentése „őrszem”, mivel magaslatai kiváló megfigyelőpontok voltak a katonai összecsapások alatt.

## Leírása
Földműves község, fő terményei a rizs és a dohány. Nincsenek agráripari vállalkozások; a növényeket kis, magántulajdonban levő földeken termesztik.